# Maroko na Zimowych Igrzyskach Olimpijskich Młodzieży 2012
Maroko na Zimowych Igrzyskach Olimpijskich Młodzieży 2012, które odbywały się w Innsbrucku,  reprezentował 1 zawodnik.

## Skład reprezentacji Maroka

### Narciarstwo alpejskie
Chłopcy
| Zawodnik       | Konkurencja     | Wyniki       | Wyniki       | Wyniki       | Wyniki       |
| Zawodnik       | Konkurencja     | Runda 1      | Runda 2      | Razem        | Miejsce      |
| -------------- | --------------- | ------------ | ------------ | ------------ | ------------ |
| Adam Lamhamedi | Slalom          | 48.14        | Nie ukończył | Nie ukończył | Nie ukończył |
| Adam Lamhamedi | Slalom gigant   | Nie ukończył | Nie ukończył | Nie ukończył | Nie ukończył |
| Adam Lamhamedi | Supergigant     |              |              | 1:04.45      |              |
| Adam Lamhamedi | Superkombinacja | Nie ukończył | Nie ukończył | Nie ukończył | Nie ukończył |